# فريدريش كارل هرمان كروزه
فريدريش كارل هرمان كروزه (بالألمانية: Friedrich Karl Hermann Kruse)‏ (و. 1790 – 1866 م) هو مؤرخ، وأستاذ جامعي ألماني، ولد في أولدنبورغ، توفي في لايبزيغ، عن عمر يناهز 76 عاماً.